# Hans Kaiser (Pädagoge)
Hans Kaiser  (* 19. Februar 1919 in Magdeburg; † 25. Juli 1998) war ein deutscher Pädagoge und Bildungsfunktionär in der DDR. Er war von 1961 bis 1970 Stellvertreter des Ministers für Volksbildung.

## Leben
Kaiser, Sohn eines Arbeiters, besuchte die Volksschule, erlernte den Beruf des Mechanikers und arbeitete anschließend im Beruf. Im Jahr 1937 wurde er zum RAD und 1938 zur Wehrmacht eingezogen, der er bis 1945 angehörte.
Nach dem Zweiten Weltkrieg wurde er Mitglied der Sozialistischen Einheitspartei Deutschlands (SED).  Er studierte Berufspädagogik und war anschließend Assistent an der Technischen Hochschule Dresden. Kaiser wurde 1954 zum Dr. paed. promoviert. Vom 1. September 1955 bis 1959 war er mit der Wahrnehmung einer Dozentur für Berufspädagogik an der TH Dresden beauftragt. Im Februar 1959 erfolgte seine Berufung zum Professor und zum Direktor des Deutschen Pädagogischen Zentralinstituts der DDR (DPZI). Im Juni 1961 wurde er von Gerhart Neuner in diesem Amt abgelöst und übernahm die Funktion eines stellvertretenden Ministers für Volksbildung mit dem Zuständigkeitsbereich Berufsbildung. Im Juni 1963 wurde er zum Mitglied des Landwirtschaftsrates der DDR berufen.
Kaiser war ein Befürworter der wehrpolitischen Erziehung in den Schulen. Im Mai 1969 weilte er an der Spitze einer DDR-Delegation  zu einem zehntägigen Aufenthalt in Finnland und führte mit dem finnischen Unterrichtsminister Johannes Virolainen Gespräche über die Umgestaltung und Weiterentwicklung des Schulwesens beider Länder. Zum Abschluss des Besuches erklärte er vor der Presse in Helsinki, dass der Erfahrungsaustausch außerordentlich nützlich gewesen sei. Er habe feststellen können, „dass das Bildungssystem der DDR bei finnischen Experten lebhaftes Interesse findet“. Von September 1970 bis 1985 fungierte er als Vizepräsident der Akademie der Pädagogischen Wissenschaften der DDR (APW).

## Auszeichnungen
- 1968 Artur-Becker-Medaille in Gold
- 1969 Vaterländischer Verdienstorden in Silber und 1984 in Gold
- 1979 Ehrentitel Verdienter Lehrer des Volkes